# 658 (roman)
658 (titre original : Think of a Number) est le premier roman de la série centrée sur le personnage de Dave Gurney créé par John Verdon. Il a été publié le 6 juillet 2010 par Crown aux États-Unis et le 4 mai 2011 en France. Il a été traduit dans 19 langues.

## Résumé
Dave Gurney, 47 ans, fraîchement retraité de la police de New York, dans laquelle il est considéré comme un héros pour avoir capturé plusieurs tueurs en série – ce qui lui a valu plusieurs médailles –, s'est installé avec sa femme, Madeleine, dans les montagnes Catskill. Mais il reste policier dans l'âme, au grand désespoir de Madeleine, qui espérait pouvoir vivre une autre vie avec lui.
Pour lui faire découvrir autre chose, elle l'entraîne avec elle à un cours d'histoire de l'art. Mais il se découvre un grand intérêt, et se forge même une petite réputation en retravaillant les photos d'identité judiciaire de certains des criminels qu'il a arrêté. Son professeur et galeriste, Sonya Reynolds, s'intéresse à ses œuvres, un intérêt que Madeleine ne voit pas d'un très bon œil...
Un ancien camarade de lycée, Mark Mellery, auteur de livres de développement personnel et gourou auto-proclamé, reprend alors contact avec lui, pour lui soumettre une énigme. Il a reçu une lettre, anonyme, lui demandant de choisir un chiffre entre 0 et 1 000. Une petite enveloppe est jointe au courrier, dans laquelle figure le chiffre 658, justement celui auquel il a pensé. Puis sont arrivées d'autres lettres anonymes, avec des poèmes menaçants. Ce qui avait commencé comme une sorte de farce devient soudain particulièrement inquiétant...
Dave Gurney, au grand désespoir de Madeleine, se voit donc rattrapé par son goût pour les énigmes.

## Genèse
Ancien publicitaire, et lui-même retiré dans l'État de New York, John Verdon a visiblement quelques points communs avec son héros. Il décrit, dans une interview donnée à Publishers Weekly, également en quoi son couple présente quelques similitudes avec le couple formé par Dave Gurney et Madeleine dans son roman - en moins tendu, néanmoins !
Plusieurs critiques insistent sur l'association, dans ce roman, entre les romans policiers classiques, avec des énigmes qui mobilisent l'intelligence et les capacités de réflexion de l'enquêteur - John Verdon insiste dans l'interview donnée à Publishers Weekly sur le fait que Le Chien des Baskerville a été pour lui source d'inspiration - et les polars modernes, avec tueurs en série et police scientifique,.